# Sofia Cardoso
Sofia Cardoso dos Santos Macedo (Vitória da Conquista, 19 de agosto de 1960) é uma cantora e compositora de música cristã contemporânea brasileira. A cantora possui sua própria gravadora homônima intitulada "Sofia Cardoso Produções". Iniciou sua carreira aos sete anos de idade.

## Biografia
Sofia nasceu em Vitória da Conquista, cidade ao sudoeste da Bahia. É filha de Maria Angélica Cardoso e sobrinha de Araci Miranda. Com pouco mais de um ano de idade, Sofia e sua mãe foram de sua cidade natal para capital de São Paulo, porém, sem condições financeiras para ser criada por sua mãe, Sofia foi adotada por Araci Miranda (falecida no início de 2012).
Em 1965, com cinco anos, Sofia e sua tia formaram a dupla Araci Miranda & Sofia Cardoso, lançando apenas dois anos mais tarde o álbum de estreia, intitulado Volta Ovelha Perdida. De 1967 até 1987 Sofia e sua tia lançaram 22 álbuns; o compacto Quero ter as vestes brancas foi o álbum de maior sucesso.
Em 1988, Sofia lançou o seu primeiro álbum de estúdio: Justo Galileu. A cantora tem mais de vinte álbuns de estúdio lançados e dois DVDs. Já cantou em diversos países da América, Europa e Ásia. É casada com o músico Luiz Macedo e tem um filho, Israel, também músico e maestro. São membros da Igreja Evangélica Assembleia de Deus - Ministério de Belém.
As músicas 'Pai, Fale Comigo' e 'Voar na asas do Espírito' são as mais conhecidas da carreira da cantora, suas visualizações já ultrapassaram 800.000. Também é compositora de canções para cantores diversos.
Em 2020, Sofia Cardoso completa cinquenta anos de ministério e em comemoração por essa conquista, Sofia lança o seu mais novo projeto intitulado "Convicção do Chamado", produzido pelo maestro Paulinho Andara e sua esposa Mary Andara em sua gravadora Work Music Produções, também juntamente com o CD contendo cinco faixas, o livro com o mesmo título, relatando seus cinquenta anos de ministério, carreira e testemunhos. O clipe da música "Convicção do Chamado" está disponível no canal oficial da cantora no YouTube.

## Discografia

### Álbuns de Estúdio
- 1988: Justo Galileu
- 1989: Denuncie
- 1990: Mensagem para os obreiros
- 1991: Vai Gideões
- 1992: Deixe o Espírito Santo te Envolver
- 1993: Quero ver os Querubins
- 1994: A Igrejinha da tua Rua
- 1995: Exaltado seja o Senhor dos Exércitos
- 1996: Céu, morada de Deus
- 1997: Segure o Anjo
- 1998: É só Glória
- 1999: Voar nas asas do Espírito
- 2000: Provações e Vitórias
- 2001: Diante do Pai
- 2002: Portas abertas
- 2003: Promessas
- 2004: Experiências com Deus
- 2006: Vamos ser diferentes
- 2008: Santidade Ao Senhor
- 2011: Renovo
- 2013: Sofia Cardoso Kids
- 2015: Pura Gratidão
- 2020: Convicção do Chamado

### Álbuns de vídeo
- 2008: Louvor e Adoração Vol.1
- 2009: Louvor e adoração Vol.2